# Имеретинские
Имере́ти́нские (груз. იმერეტინსკი) — российский род грузинского происхождения, удостоенный в титуле светлости.

## Возникновение рода
Первый царь имеретинский Давид VI Нарин (годы правления: 1259-1293) считается родоначальником царей Имеретии, в которой они царствовали до 1389 года (ветвь этой династии пресечется в 1455 г. с гибелью князя Деметре). Второй династией Имеретинских царей являются потомки царевича Георгия, сына царя Грузии, Константина I Багратиони, правившего с 1407 по 1411 гг.
Первым царем из новой ветви Багратионов является Баграт II, бывший эристав. В 1463 году Баграт поднял вооруженное восстание по всей Западной Грузии и заточил последнего царя Грузии, Георгия VIII в темницу. В обмен на помощь феодалов, новый Имеретинский царь был вынужден учредить княжества для каждого из четырех своих главных союзников. Отныне Геловани стали править независимо в Сванетии, Шарвашидзе в Абхазии, Дадиани в Мегрелии, а князья Варданидзе-Гуриели в Гурии стали править как мтавары. После смерти Баграта ему наследовал его сын, Александр II, правивший с 1484 по 1510 год, после чего престол перешел его сыну, Баграту III, а от него его сыну - Георгию II. У Георгия был лишь один несовершеннолетний сын, семнадцатилетний царь Леван, который был убит князем Мамией Гуриели, тем самым оборвав основную линию рода. Ему наследовал его дядя, Ростом, после Ростома - Баграт Теймуразович, затем Георгий III, который является предком всех ветвей этого рода (включая незаконнорожденную ветвь Багратион-Гванкители, не признанную в княжеском достоинстве, князей Багратион, князей Багратион-Имеретинских, князей Давидовых-Багратионовых, светлейших князей Имеретинских).

## Известные представители
- Имеретинский, Константин Давидович — Сын царя Давида II Имеретинского, Константин был признан наследником Соломона II, который сменил его отца. Правопреемство Константина на троне Имеретии было прекращено аннексией этой страны Россией в 1810 году. Впоследствии Константин поступил на военную службу Российской империи, где дослужился до генерал-майора.
- Имеретинский, Александр Константинович — русский генерал-адъютант, генерал от инфантерии (30.08.1891), член Государственного совета. Начальник штаба войск гвардии и Петербургского военного округа (1879—1881), член Верховной распорядительной комиссии (1880), начальник Главного военно-судного управления и главный военный прокурор (1881—1891), командующий войсками Варшавского военного округа и варшавский генерал-губернатор (1897—1900). Внук царя Имеретии Давида II.

## Комментарии
1. ↑  По поводу ударения в этой фамилии имеются разногласия.